# Тишкевич-Азважинський Семен Петрович
Семе́н Петро́вич Тишке́вич-Азважи́нський (1894, Борисов — 14 жовтня 1938, Биківня) — композитор, музичний діяч. Учень з композиції Г. Любомирського. Ректор Київського музично-драматичного інституту імені М. В. Лисенка в 1932-1934 роках.

## Життєпис
1932—1934 — ректор  Державного музично-драматичного інституту імені М. В. Лисенка в Києві. Згодом директор Центральної станції художньої самодіяльності (до 16 липня 1938).
Незважаючи на проведення ним партійної лінії, був репресований.
Засуджений Київською обласною трійкою 7 жовтня 1938 року.
Розстріляний 14 жовтня 1938 року.
18 березня 1958 року — реабілітований посмертно.

## Твори
- Музична поема «Декабристи» (І премія Республіканського конкурсу на найкращий твір до 100-річної дати повстання декабристів, 1925) — під час арештів безслідно зник рукопис[3]
- «Східний танок»
- Камерні і фортепіанні композиції
- Романси (понад 30) на сл. Т. Шевченка, О. Пушкіна, С. Надсона, А. Ахматової, М. Рильського
- «Господи, тугу мою поневоль» (укр. переклад М. Рильського)